# 青城山道教学院
青城山道教学院位于中国四川省成都市青城山，经国家宗教事务局批准设立，2007年9月12日正式揭牌，是中国西南地区第一所培养道教人才的高等宗教学院。

## 历任院长
- 张明心（2007年至今）